# Julie Leach
Julie Marie Leach (* 23. Februar 1957 in Pasadena, Kalifornien als Julie Marie Jones) ist eine ehemalige US-amerikanische Kanutin, Triathletin und Olympionikin (1976).

## Werdegang
Julie Leach war zunächst seit 1971 im Kanurennsport aktiv und startete 1974 bei der Junioren-WM in Polen.
Bei den Olympischen Spielen 1976 in Montreal belegte sie im Einer-Kajak über 500 Meter den siebten Platz.
Nachdem die Olympischen Sommerspiele 1980 in Moskau von den Vereinigten Staaten boykottiert worden waren, suchte sie nach einer neuen Herausforderung. In den späten 1970er Jahren lief sie den Marathon in 3:02 Stunden und platzierte sich damit unter den 20 schnellsten Frauen der Nation.
Sie ist seit 1975 mit dem Kanuten Bill Leach (* 1946) verheiratet, der bei den Olympischen Spielen 1976 im Zweier-Kajak gestartet war.

Ihr Mann war ebenso 1981 beim Ironman auf Hawaii gestartet. Auch Julie wandte sich bald dem Triathlon zu und sie gewann im Oktober 1982 bei ihrem ersten und einzigen Start beim Ironman Hawaii dieses Rennen.
Im Mai 1986 konnte sie im Surf Ski das Molokaʻi-Rennen auf Hawaii gewinnen, die inoffiziellen Weltmeisterschaften in dieser Sportart.
2001 erklärte Julie Leach ihren Rückzug aus dem Profi-Sport. Heute lebt sie mit ihrem Mann und zwei Kindern in Turtle Rock.

## Sportliche Erfolge
| Datum/Jahr   | Rang | Wettbewerb     | Austragungsort | Zeit     | Bemerkung |
| ------------ | ---- | -------------- | -------------- | -------- | --- |
| 9. Okt. 1982 | 1    | Ironman Hawaii | Hawaii         | 10:54:08 | Im Oktober 1982 konnte Julie Leach den Triathlon auf Hawaii und damit die Weltmeisterschaft über die Langdistanz mit neuer Rekordzeit auf der Radstrecke (5:50:36 Stunden) für sich entscheiden. |

| Datum/Jahr | Rang | Wettbewerb                   | Austragungsort | Zeit     | Bemerkung                                                                  |
| ---------- | ---- | ---------------------------- | -------------- | -------- | -------------------------------------------------------------------------- |
| 1976       | 7    | Olympische Sommerspiele 1976 | Montreal       | 02:06:92 | Einer-Kajak über 500 Meter – hinter der Siegerin Carola Zirzow aus der DDR |

(DNF – Did Not Finish)